# Vert (Landes)
Vert é uma comuna francesa na região administrativa da Nova Aquitânia, no departamento Landes. Estende-se por uma área de 38,6 km². Em 2010 a comuna tinha 267 habitantes (densidade: 6,9 hab./km²).